# Балыклы (озеро)
Балыклы (Балыклыкуль, Балыклыгул; баш. Балыҡлы, Балыҡлыкүль, Балыҡлыгүль, Ҡолаҡлыгүль) — озеро в Баймакском районе Республики Башкортостан. Находится восточнее хребта Ирендык, между озёрами Агаслы и Оптакай, на высоте 486 м над уровнем моря. Ближайшими к озеру населёнными пунктами являются: деревня Исянбетово (в 2,5 км юго-западнее) и деревня Кусеево (в 4,5 км севернее).
Неглубокое озеро имеет песчаное дно и не заболоченные берега. В окрестностях северного берега расположено озеро Оптакай, в 1 км от юго-западного берега лежит озеро Агаслы.